# Montagne Merrill
La montagne Merrill est une montagne dans l'État américain du Maine, qui fait partie des Appalaches ; elle s'élève à 997 mètres d'altitude. Ses pentes occidentales sont traversées par la frontière avec la province canadienne de Québec.

## Toponymie
Le toponyme « montagne Merrill » a été officialisé le 7 novembre 1985 à la Commission de toponymie du Québec.

## Géographie

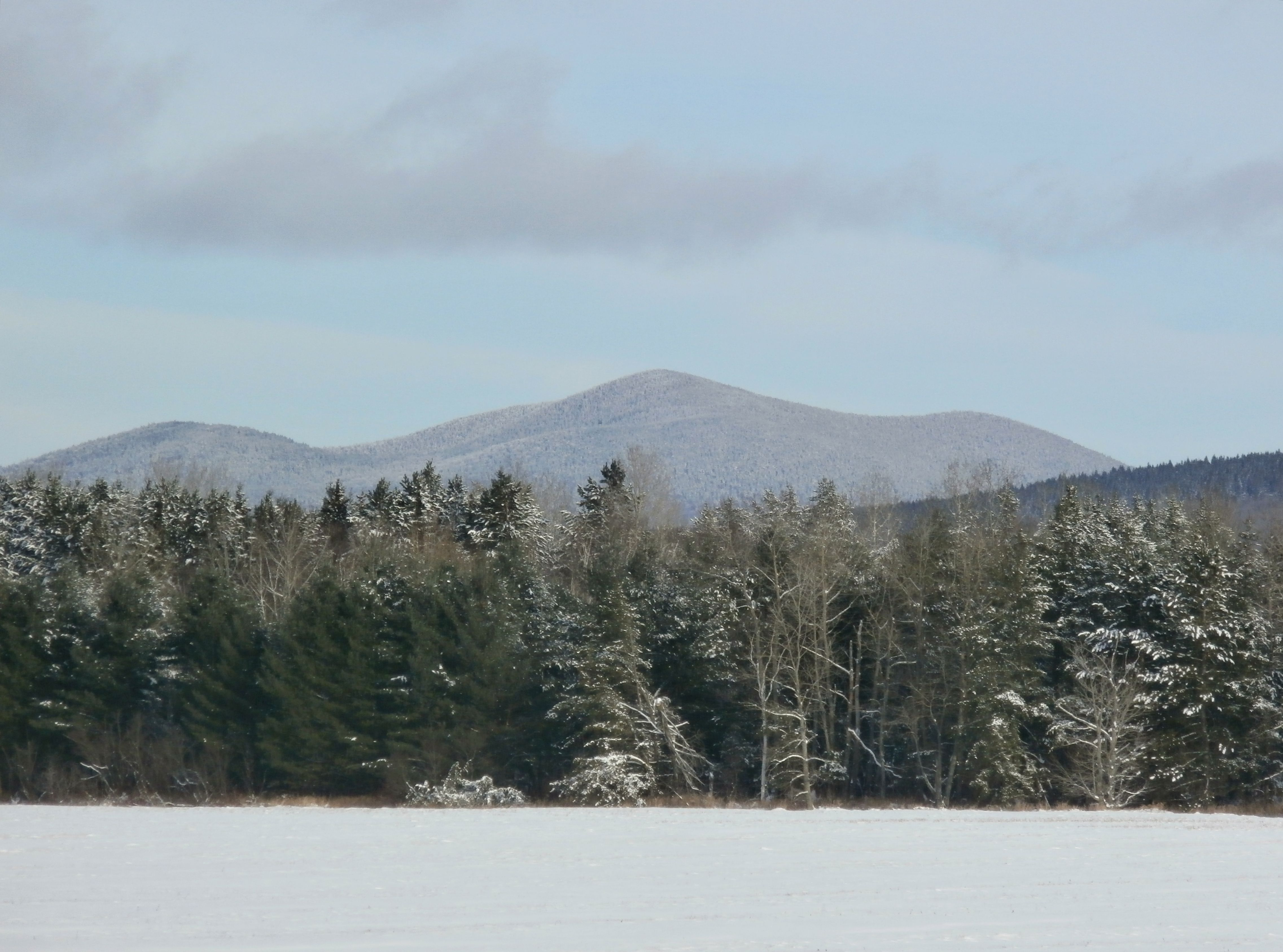
Montagne Merrill en hiver.

Les pentes occidentales de la montagne sont situées dans la municipalité de Frontenac, sur la zec Louise-Gosford, à l'est du lac aux Araignées. Elles sont traversées par la frontière entre le Canada et les États-Unis.